# T-St-S 74 U silnice

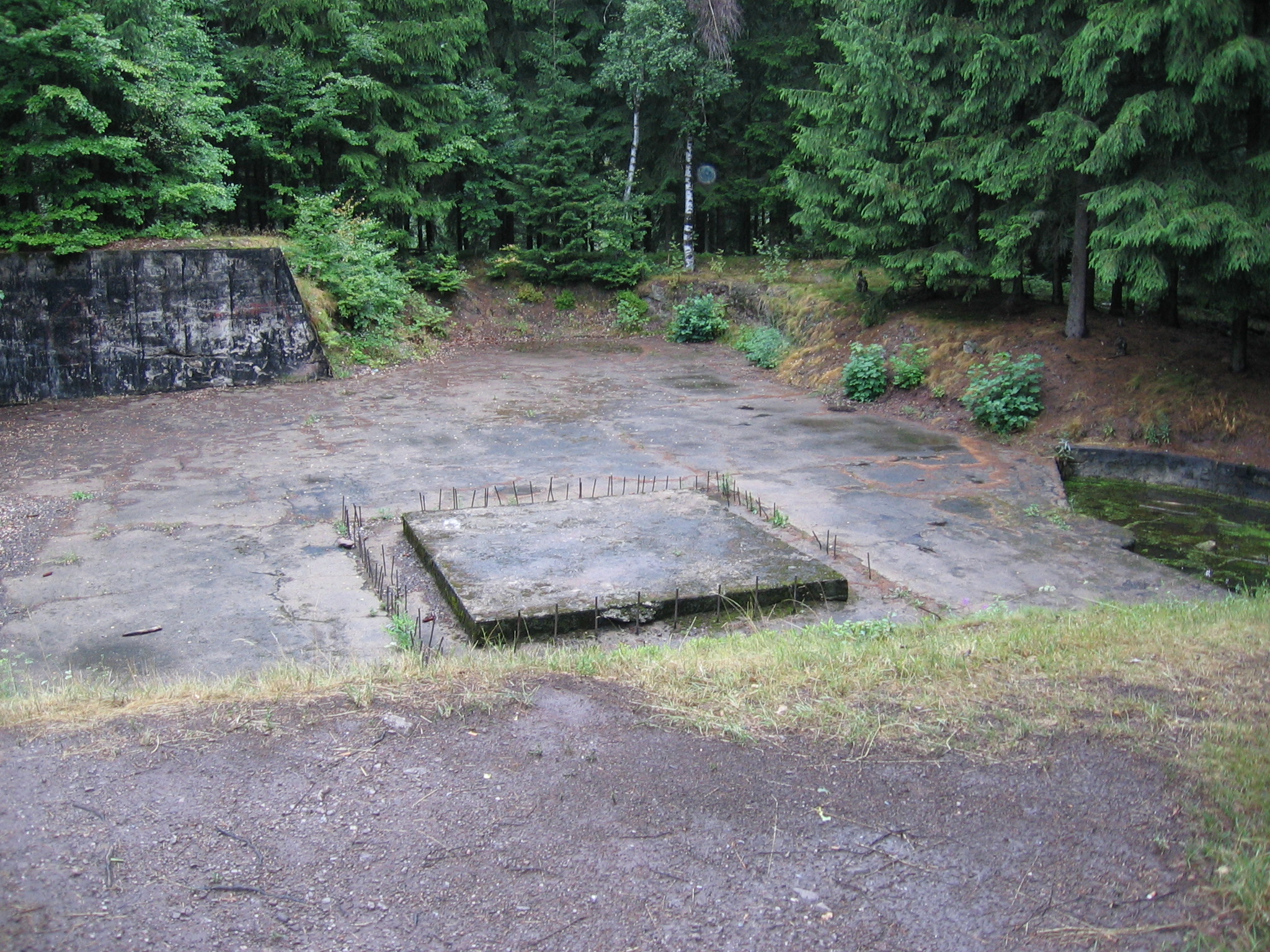
Stav roku 2006 T-St-S 74. Základová deska vyčistěna, patrná betonová ucpávka výtahové a schodišťové šachty.

Srub T-St-S 74 byl projektován a částečně vybudován jako tvrzový pěchotní srub těžkého opevnění na Trutnovsku dělostřelecké tvrze Stachelberg. Srub byl vybudován jako součást tvrzového opevnění Československa před 2. světovou válkou proti Německu.
Účelem tohoto srubu bylo přehradit očekávaný postup nepřítele po silnici od Žacléře směrem na Trutnov v součinnosti s palbou ze samostatného pěchotního srubu T-S 81a. Tomuto odpovídal i levostranný projekt srubu se soustředěnou palebnou silou směrem k silnici.

## Poloha
Srub byl umístěn na samém okraji levého křídla tvrze Stachelberg, ve výšce 643 m n. m., s hlavními palebnými vějíři směrovanými k silnici. Tyto vějíře byly vzájemně odkloněny cca o 10° pro zvýšení celkového úhlu palby, ale i z důvodu samotného krytí krajní střílny, která by jinak vyčnívala z obranné clony bočního křídla směrem k silnici.

## Výzbroj
Srub měl být pod betonem vyzbrojen ve směru k silnici dvojicí protitankových kanónů vz. 36 ráže 4,7cm se spřaženými těžkými kulomety vz. 37. Pro krytí obranné linie tvrze pak samostatným těžkým kulometným dvojčetem umístěným v kopuli, palebně směřovaným ke srubu T-St-S 73. Lehkým kulometem vz. 26 pod betonem směrovaným k T-St-S 77 kryjícím prostor před střílnami a dvojicí lehkých kulometů ve dvou zvonech pro krytí prostoru kolem srubu.

T-St-S 74
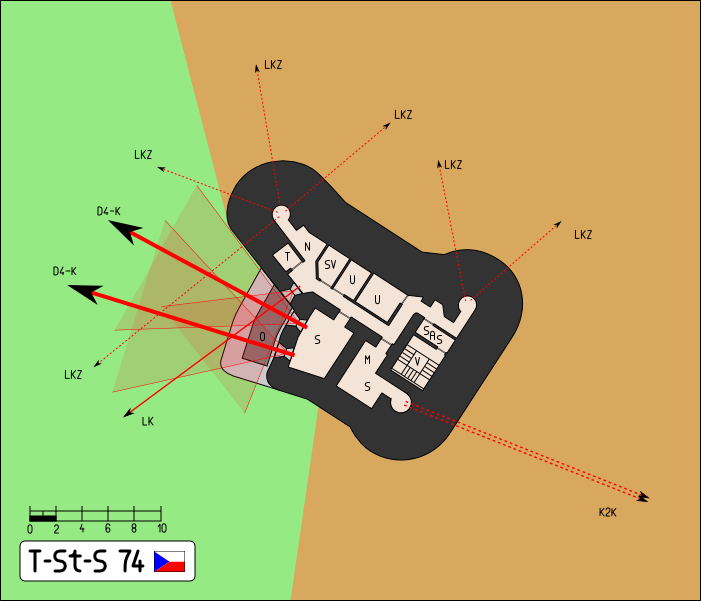
Horní patro srubu LK - lehký kulomet LKZ - l. kulomet zvon D4-K - kanón + t. kulomet K2K - t. kulomet, dvojče 0 - diamantový příkop S - střílna SAS - přechodová komora M - Munice N - nádrže SV - stanoviště velitele V - výtah a schodiště T - telegraf U - ubikace.
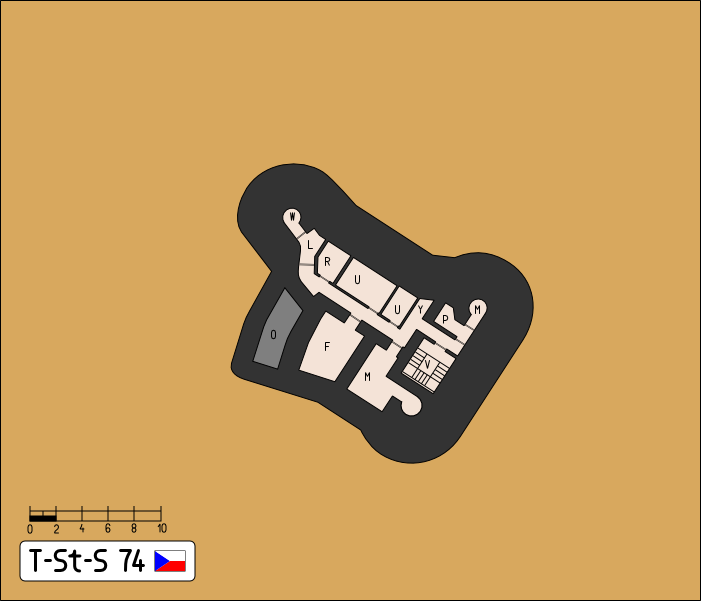
Dolní patro srubu F - filtrovna U - ubikace R - radiostanice V - výtah a schodiště L - umyvárna W - záchod M - munice P - proviant Y - nářadí

- Horní patro srubu
LK - lehký kulomet
LKZ - l. kulomet zvon
D4-K - kanón + t. kulomet
K2K - t. kulomet, dvojče
0 - diamantový příkop
S - střílna
SAS - přechodová komora
M - Munice
N - nádrže
SV - stanoviště velitele
V - výtah a schodiště
T - telegraf
U - ubikace.
- Dolní patro srubu
F - filtrovna
U - ubikace
R - radiostanice
V - výtah a schodiště
L - umyvárna
W - záchod
M - munice
P - proviant
Y - nářadí

## Výstavba
K 1. říjnu 1938 provedena pouze betonáž základové desky, výtahové a schodišťové šachty, venkovní úpravy terénu neprovedeny.